# TERRY THE AKI-06
TERRY THE AKI-06（テリー・ザ・アキゼロシックス、本名：市川 あきよし、1973年5月19日 - 2007年8月5日）は大阪市都島区出身のMC。
「大阪アンダーグラウンドシーンのカリスマ」とも呼ばれていた。
1994年から音楽活動を始め、自身の名義での活動のみではなく、プロジェクトに参加して作品をリリースしながら、関西を中心に数多くのライブを開催し、各地のストリートで支持を集め、アンダーグラウンドシーンのカリスマと呼ばれるようになって行った。音楽の他にも、ファッションやグラフィティ、写真、映像、グッズの企画など多彩なカルチャーと融合し、オリジナルのスタイルを生み出した。
2007年8月5日に、34歳で死去。死因は公式に発表されていない。
死後となる2010年に全国各地のアーティストとのコラボ作も網羅したコンプリートベストアルバムが発売されている。